# Personenbeförderungsgesetz (Deutschland)
Die Vorschriften des deutschen Personenbeförderungsgesetzes (PBefG) regeln die Beförderung von Personen.

## Geltungsbereich
Nach § 1 PBefG unterliegt die entgeltliche oder geschäftsmäßige Beförderung von Personen mit Straßenbahnen, Oberleitungsbussen (O-Bussen) und Kraftfahrzeugen der Genehmigung. Als Entgelt sind auch wirtschaftliche Vorteile anzusehen, die mittelbar für die Wirtschaftlichkeit einer auf diese Weise geförderten Erwerbstätigkeit erstrebt werden.
Diesem Gesetz unterliegen nicht Beförderungen
1. mit Personenkraftwagen, wenn das Gesamtentgelt die Betriebskosten der Fahrt nicht übersteigt;[Anm. 1][1][2]
2. mit Krankenkraftwagen, wenn damit kranke, verletzte oder sonstige hilfsbedürftige Personen befördert werden, die während der Fahrt einer medizinisch fachlichen Betreuung oder der besonderen Einrichtung des Krankenkraftwagens bedürfen oder bei denen solches auf Grund ihres Zustandes zu erwarten ist.

## Inhalt
- Jeder Unternehmer (§ 3 PBefG) bedarf zu einer Personenbeförderung im Sinne dieses Gesetzes einer Genehmigung (§ 2 PBefG).
  - Das Genehmigungsverfahren unterliegt den öffentlich-rechtlichen Vorschriften der §§ 9 ff. PBefG und diverser darauf beruhender Verordnungen (z. B. Verordnung über den Betrieb von Kraftfahrunternehmen im Personenverkehr (BOKraft), Straßenbahn-Bau- und Betriebsordnung (BOStrab), Berufszugangsverordnung für den Straßenpersonenverkehr (PBZugV), unter anderem § 57 PBefG).
  - Die Genehmigung wird grundsätzlich nur zeitlich befristet erteilt (je nach Beförderungsmittel sind die dafür vorgesehenen Laufzeiten unterschiedlich lang; vgl. § 16 PBefG).
  - Der Betrieb ohne (ausreichende) Genehmigung stellt unter anderem eine Ordnungswidrigkeit dar (§ 61 PBefG).
  - Zudem kann bei groben oder dauerhaften Verstößen und bei bestimmten Veränderungen der Sachlage eine Genehmigung wieder entzogen werden (§ 25 PBefG) oder unter bestimmten Voraussetzungen automatisch erlöschen (§ 26 PBefG).
  - Die Genehmigungsbehörde hat im ÖPNV bei der Erteilung der Genehmigungen einen vom jeweiligen ÖPNV-Aufgabenträger aufgestellten Nahverkehrsplan zu berücksichtigen (§ 8 Abs. 3 PBefG).
- Mit Erteilung der Genehmigung besteht für den Unternehmer eine
  - Betriebspflicht nach § 21 PBefG, sowie eine
  - Beförderungspflicht nach § 22 PBefG (Uneingeschränkte Beförderungspflicht besteht jedoch nur im Bus-, O-Bus- und Straßenbahnverkehr nach näherer Maßgabe des § 22 PBefG (für die Beförderungsbedingungen und Einschränkungen der Beförderungspflicht wird auch auf die Regelungen der BOKraft – dort insbesondere §§ 13 bis 15 –, BOStrab und Allgemeine Beförderungsbedingungen (ABB) oder die BedBefV zurückgegriffen). Einschränkungen der Beförderungspflicht können für Sonderformen des Linienverkehrs nach § 43, § 45 Abs. 3 PBefG gelten. Im Taxiverkehr besteht Beförderungspflicht nur im Pflichtfahrbereich (§ 47 Abs. 4 in Verbindung mit § 51 Abs. 1 Satz 1 und 2, Abs. 2 Satz 1 PBefG).)
- Gemäß § 8 Abs. 3 Satz 3 PBefG müssen die Aufgabenträger in ihren Nahverkehrsplänen die Belange von Menschen mit Behinderung mit dem Ziel berücksichtigen, das jeweilige ÖPNV-Angebot bis 2022 vollständig barrierefrei zu gestalten. Zeitliche und räumliche Ausnahmen sind möglich, müssen jedoch begründet werden.

## Geschichtliche Entwicklung
Das Gesetz über die Beförderung von Personen zu Lande wurde erstmals am 4. Dezember 1934 verkündet und trat am 1. April 1935 in Kraft. Der Grund für die Gesetzgebung lag in der Entwicklung des öffentlichen Verkehrs, deren einzelne im Gesetz benannten Verkehrsträger sich ähneln und die deshalb eine Neuordnung des öffentlichen Personennahverkehrs mit der Straßenbahn (bis dato der Eisenbahngesetzgebung unterworfen) und mit dem Kraftwagen betriebenen Linien (in zersplitterter Gesetzgebung geregelt: für Personenkraftfahrtlinien über die Grenzen eines Gemeindebezirks hinaus in einer Verordnung des Reichspräsidenten, bei Verkehr innerhalb der Orte durch Regelungen der Ortspolizeibehörde auf Basis der Reichsgewerbeordnung) in einem Gesetz geboten erscheinen ließen. Das Gesetz war auch abgeleitet aus dem Gesetz zur Vereinfachung und Verbilligung der Verwaltung und dem Gesetz über den Neuaufbau des Reiches, beide aus dem Jahr 1934.
Das Gesetz wurde in der Fassung vom 6. Dezember 1937 nochmals veröffentlicht und später in das Recht der Bundesrepublik Deutschland übernommen, die erste Änderung war hier am 15. Januar 1952.
Die wesentlichsten Vorschriften, die der Reichsverkehrsminister auf Grund einer Ermächtigung in § 39 des Gesetzes über den Betrieb der Verkehrsunternehmen, bei Straßenbahnen auch über den Bau, erlassen hatte, waren:
1. die Verordnung über den Betrieb von Kraftfahrunternehmen im Personenverkehr (BOKraft) vom 13. Februar 1939[6], in Kraft ab 1. April 1939
2. die Verordnung über den Bau und Betrieb der Straßenbahnen – Straßenbahn-Bau- und Betriebsordnung (BOStrab) vom 13. November 1937[7], in Kraft ab 1. April 1938

Beide Verordnungen sind später in Bundesrecht übergegangen.
Für die DDR galt ab 1976 die Anordnung über die Personenbeförderung durch den Kraftverkehr, Nahverkehr und die Fahrgastschiffahrt (PBO) vom 18. März 1976 (GBl. I Nr. 14 S. 206). Sie wurde durch den Einigungsvertrag 1990 durch das Personenbeförderungsgesetz (mit Maßgaben) ersetzt.

### Änderungen durch das Road Package
Die EU beschloss 2009 das sogenannte Road Package. Darin enthalten waren die EU-Verordnungen
- Verordnung (EG) Nr. 1071/2009 des Europäischen Parlaments und des Rates vom 21. Oktober 2009 zur Festlegung gemeinsamer Regeln für die Zulassung zum Beruf des Kraftverkehrsunternehmers und zur Aufhebung der Richtlinie 96/26/EG des Rates
- Verordnung (EG) Nr. 1072/2009 des Europäischen Parlaments und des Rates vom 21. Oktober 2009 über gemeinsame Regeln für den Zugang zum Markt des grenzüberschreitenden Güterkraftverkehrs
- Verordnung (EG) Nr. 1073/2009 des Europäischen Parlaments und des Rates vom 21. Oktober 2009 über gemeinsame Regeln für den Zugang zum grenzüberschreitenden Personenkraftverkehrsmarkt und zur Änderung der Verordnung (EG) Nr. 561/2006

die alle gleichzeitig am 4. Dezember 2011 EU-weit in Kraft treten (Teile der VO (EU) 1072/09 sind bereits 2010 in Kraft getreten, nämlich die Regelungen zur Kabotage)
Es wurden unter anderem
- die Zugangsvoraussetzungen sowohl für den Güterkraftverkehr als auch für den Personenkraftverkehr neu gefasst und EU-weit vereinheitlicht
- EU-Genehmigungen werden zeitlich verlängert und mit Verlängerungsoptionen versehen
- Möglichkeiten der Versagung oder des Widerrufs der Genehmigungen wurden vereinheitlicht, teilweise auch verschärft (die „sieben Todsünden des Güterverkehrs“ in der Anlage IV zu Art. 6 der VO (EU) 1071/2009 – bei diesen Katalogtaten gibt es kaum Ermessensspielraum für die zuständige Behörde)
- ein EU-weites elektronisches Zentralregister für Güter- und Personenkraftverkehrsunternehmen eingeführt, dessen Umsetzung in jedem Mitgliedsstaat national erfolgt

Die Mitgliedsstaaten waren verpflichtet, ihr bisher bestehendes nationales Recht spätestens bis zu diesem Zeitpunkt anzupassen. Soweit die EU-Verordnungen noch Spielräume zuließen, waren diese durch die Mitgliedsstaaten auszufüllen. Da es sich um EU-Verordnungen handelte, galten diese dann ab dem 4. Dezember 2011 unmittelbar in jedem Mitgliedsstaat.
Durch das Road Package wurden Änderungen des Güterkraftverkehrsgesetzes (GüKG) und des Personenbeförderungsgesetzes (PBefG) erforderlich, die der Bundesgesetzgeber durch Gesetzesbeschluss vom 23. September 2011 umgesetzt hat.
Die weiter auf dem GüKG beruhende deutsche Verordnung „Berufszugangsverordnung für den Güterkraftverkehr (GBZugV)“ wurde am 21. Dezember 2011 entsprechend angepasst. Die Änderungen in der „Berufszugangsverordnung für den Straßenpersonenverkehr (PBZugV)“ wurden im Februar 2013 umgesetzt.
Neu eingeführt wurde zudem ein elektronisches Zentralregister für Güter- und Personenkraftverkehrsunternehmen (Verkehrsunternehmensdatei -VUDat-); die deutsche Umsetzungsregelung wurde als „Verkehrsunternehmens-Durchführungsverordnung (VUDat-DV)“ ebenfalls am 21. Dezember 2011 erlassen.
Seitdem werden Genehmigungen in der Personenbeförderung durch die Erlaubnisbehörden wie folgt erteilt:
- Linienverkehr mit Kraftomnibussen: 8 Jahre (keine Veränderung gegenüber der alten Rechtslage)
- Gelegenheitsverkehr mit Kraftomnibussen: 10 Jahre (Neuregelung aufgrund des „Road Package“)
- Gelegenheitsverkehr mit Kraftfahrzeugen: 5 Jahre (keine Veränderung gegenüber der alten Rechtslage)

Am 3. Dezember 2009 trat zudem die Verordnung (EG) Nr. 1370/2007 als Teil des sog. Dritten Eisenbahnpaketes des Europäischen Parlaments und des Rates vom 27. Oktober 2007 über öffentliche Personenverkehrsdienste auf Schiene und Straße in Kraft. Die EG-Verordnung (die dem PBefG als europarechtliche Regelung rechtlich vorgeordnet ist) verursachte einige Reibungspunkte mit der Ausgestaltung des nationalen Rechtsrahmens. Eine Anpassung des PBefG an den geänderten europarechtlichen Rahmen scheiterte zunächst aufgrund unterschiedlicher Interessenkonflikte im Gesetzgebungsverfahren. Durch die Einigung der Bundestagsfraktionen der CDU/CSU, der SPD, der FDP sowie Bündnis 90/Die Grünen vom 14. September 2012 konnte die entsprechende Anpassung des deutschen Rechtsrahmens an das Europarecht umgesetzt werden. Diese sieht insbesondere systematische Ausschreibungen von Verkehrsleistungen vor; unter bestimmten Voraussetzungen sind Direktvergaben möglich. Zudem wurden sehr lange Übergangsfristen bis zur vollen Anwendung der neuen Vorschriften gesetzt. Das novellierte PBefG wurde schließlich am 14. Dezember 2012 im Bundesgesetzblatt veröffentlicht und trat am 1. Januar 2013 in Kraft.

### Freigabe des innerdeutschen Fernbusverkehrs
Mit der Novelle 2012 wurde mit Gültigkeit ab dem 1. Januar 2013 die bisher im PBefG bestehenden Beschränkungen für Fernbuslinien parallel zum Schienenpersonenverkehr sowie der bisherige Konkurrentenschutz gegenüber anderen Fernbusunternehmen aufgehoben. In Abgrenzung zum ÖPNV, in dem weiterhin Schutz vor Parallelverkehren gegeben ist, sind solche Verkehre unzulässig, wenn sie einen Haltestellenabstand von unter 50 km bedienen oder ein paralleles Schienenverkehrsangebot mit Reisezeiten von unter einer Stunde existiert. In solchen Fällen gilt für Fernbusse ein Unterwegsbedienungsverbot (§ 42a).
- zur Vorgeschichte: Das Personenbeförderungsgesetz verbot bisher Unternehmen das gegenseitige Bedienen von Haltestellen auf Strecken im Inland, „wenn der beantragte Verkehr ohne eine wesentliche Verbesserung der Verkehrsbedienung Verkehrsaufgaben übernehmen soll, die vorhandene Unternehmer oder Eisenbahnen bereits wahrnehmen“. (§ 13 Abs. 2 PBefG) Andererseits sollte nach inzwischen im Vordringen begriffener Ansicht (insbesondere aufgrund der Verkehrspolitik der EU) der Wettbewerb aber prinzipiell durchaus gefördert werden. Hierzu hatte das Bundesverwaltungsgericht (BVerwG) mit Urteil vom 24. Juni 2010[15][16] entschieden, dass – entgegen jahrzehntelanger Praxis – ein deutlicher preislicher Vorteil für eine Busverbindung im Vergleich zu bestehenden Bahnverbindungen eine „wesentliche Verbesserung“ im Sinne des § 13 Abs. 2 PBefG darstellen kann. Das Bundeskabinett hat daraufhin am 3. August 2011 beschlossen, das PBefG entsprechend zu ändern und damit eine weitgehende Freigabe von Fernbuslinien zu ermöglichen.[17] Am 14. September 2012 haben sich die Bundestagsfraktionen der CDU/CSU, der SPD, der FDP sowie Bündnis 90/Die Grünen darauf geeinigt, einen gemeinsamen Änderungsantrag zum Regierungsentwurf in den Bundestag einzubringen und im Herbst 2012 abschließend zu beraten;[18] der Bundesrat hat dem veränderten Gesetzesentwurf am 2. November 2012 zugestimmt[19], so dass das Gesetz am 1. Januar 2013 in Kraft getreten ist.

## Verkehrsarten
Das Personenbeförderungsgesetz unterscheidet zwischen Straßenbahnen, O-Bussen und Kraftfahrzeugen. Im Verkehr mit Kraftfahrzeugen wird zwischen Linien- und Gelegenheitsverkehr differenziert. Diesen Verkehren sind verschiedene Varianten zugeordnet:
| Linienverkehr § 42 PBefG | Gelegenheitsverkehr § 46 PBefG |
| --- | --- |
| - Linienverkehr national: § 42 PBefG - Linienverkehr im grenzüberschreitenden Verkehr: § 52 PBefG - Linienverkehr im Transit zwischen Drittstaaten: § 53 PBefG - Sonderformen des Linienverkehrs: § 43 PBefG - Berufsverkehr - Marktfahrten - Schülerfahrten - Theaterfahrten | - Taxiverkehr: § 47 PBefG - Ausflugsfahrten: § 48 Abs. 1 PBefG - Ferienziel-Reisen: § 48 Abs. 2 PBefG - Mietomnibus: § 49 Abs. 1 PBefG - Mietwagenverkehr: § 49 Abs. 4 PBefG |

Für von den Merkmalen der im PbefG benannten Verkehrsarten abweichende Verkehrsangebote wie bspw. On-Demand-Verkehr oder Bedarfsverkehr werden gemäß § 2 Abs. 6 PBefG Genehmigungen nach denjenigen Vorschriften des PbefG erteilt, denen diese Angebote am ehesten ähneln. Für die Erprobung neuer Verkehrsarten sind Genehmigungen nach § 2 Abs. 7 PBefG für maximal vier Jahre möglich.

## Genehmigungspflicht
Im Personenbeförderungsgesetz unterliegen gemäß § 9 PBefG folgende Fälle der Genehmigungspflicht:
- Bau, Betrieb und Linienführung von Straßenbahnen
- Bau, Betrieb und Linienführung von O-Bussen
- Einrichtung, Linienführung und Betrieb von Linienverkehr mit Kraftfahrzeugen
- Betrieb von Gelegenheitsverkehr mit Kraftfahrzeugen
- Form des Gelegenheitsverkehrs sowie einzusetzende Kraftfahrzeuge bei Gelegenheitsverkehr mit Personenkraftwagen

Der Zustimmung der Genehmigungsbehörden bedürfen weiterhin:
- Beförderungsentgelte und Beförderungsbedingungen beim Verkehr mit Straßenbahnen (§ 39 PBefG), O-Bussen (§ 41 PBefG i. V. m. § 39 PBefG) und Linienverkehr mit Kraftfahrzeugen (§ 45 PBefG i. V. m. § 39 PBefG, mit Ausnahme der Beförderungsentgelte im Fernverkehr mit Kraftfahrzeugen)
- Fahrpläne und deren Änderungen, soweit nicht geringfügig oder im Rahmen eines gemäß Verordnung (EG) Nr. 1370/2007 bestellten ÖPNV-Angebots, in diesen Fällen reicht eine Anzeige aus (§ 40 PBefG).
- Einstellung eines Linienverkehrs (§ 21 PBefG, gilt nicht im Linienfernverkehr)
- Wechsel des Geschäftsführers oder des Verkehrsleiters (§ 25 PBefG i. V. m. § 13 PBefG)
- Änderungen im Fuhrpark beim Gelegenheitsverkehr mit Personenkraftwagen (§ 17 Abs. 2 PBefG)

Im Übrigen sind die Unternehmer verpflichtet, alle wesentlichen Veränderungen bei den Genehmigungstatbeständen anzuzeigen (§ 54 PBefG).

### Genehmigung für einen Linien- oder Gelegenheitsverkehr mit Kraftfahrzeugen

#### Antragstellung
Für den gewerblichen Betrieb von Kraftomnibussen wird eine Genehmigung von der Verkehrsbehörde benötigt. Ausnahmen sind in der Freistellungs-Verordnung aufgelistet. Für die Antragstellung müssen Nachweise der natürlichen Person, der juristischen Person vorliegen und die Sach- und Fachkunde vorhanden sein. Die Anforderungen für die Zulassung als Unternehmer richten sich nach den Anforderungen der Verordnung (EG) Nr. 1071/2009. Dazu müssen folgende Unterlagen vorliegen:
| Person                   | Unterlagen |
| ------------------------ | --- |
| … der natürlichen Person | - Personalausweis - Bescheinigung in Steuersachen - Führungszeugnis zur Vorlage bei einer Behörde - Auszug aus dem Gewerbezentralregister zur Vorlage bei einer Behörde |

#### Fach- und Sachkunde
Als wichtigster Bestandteil des Antrags muss die Fach- und Sachkunde nachgewiesen sein. Dazu muss der Verkehrsleiter eine Prüfung für den Personenkraftverkehr erfolgreich bestanden haben. Die einzureichenden Unterlagen unterscheiden sich nach zwei Fällen:
| Verkehrsleiter = Antragsteller           | Verkehrsleiter = andere Person |
| ---------------------------------------- | --- |
| Fach- und Sachkunde nach EU 1071 der IHK | - Fach- und Sachkunde nach EU 1071 der IHK - Bescheinigung in Steuersachen - Führungszeugnis zur Vorlage bei einer Behörde - Auszug aus dem Gewerbezentralregister zur Vorlage bei einer Behörde - Arbeitsvertrag mit dem Antragsteller |

#### Weitere Unterlagen
Neben der natürlichen Person müssen auch für die juristische Person Unterlagen vorgelegt werden. Dies sind mindestens:
| Person                       | Unterlagen                                          |
| ---------------------------- | --------------------------------------------------- |
| … für die juristische Person | - Kontoauszug - testierte Eigenkapitalbescheinigung |

Die weiteren Unterlagen unterscheiden sich nach der Unternehmensform:
| Handelsform                                     | Unternehmensart         | Unterlagen |
| ----------------------------------------------- | ----------------------- | --- |
| Kaufmann (nicht im Handelsregister eingetragen) | e.K.                    | - Unbedenklichkeitsbescheinigung der Krankenkasse - Unbedenklichkeitsbescheinigung BG Verkehr |
| Kaufmann (im Handelsregister eingetragen)       | e.K.                    | - Unbedenklichkeitsbescheinigung der Krankenkasse - Unbedenklichkeitsbescheinigung BG Verkehr - Auszug aus dem Handelsregister |
| Unternehmen                                     | GmbH, GmbH & Co. KG, UG | - Unbedenklichkeitsbescheinigung der Krankenkasse - Unbedenklichkeitsbescheinigung BG Verkehr - Bescheinigung in Steuersachen - Auszug aus dem Gewerbezentralregister zur Vorlage bei einer Behörde - Auszug aus dem Handelsregister - Urkundenrolle der Eintragung - Geschäftsführer-Anstellungsvertrag - Liste der Gesellschafter - Gesellschaftsvertrag |
| Verein                                          | e. V.                   | - Gründungsprotokoll - Satzung - Eintrag im Vereinsregister |

#### Anhörung
Mit der Antragstellung beginnt die Anhörung gemäß § 14 Abs. 2 PBefG. Alle Stellen haben 14 Tage Zeit, sich zu dem Antrag zu äußern und Einwände oder Bedenken zu erheben.
Die Anhörung unterscheidet sich zwischen Erst- und Folgeantrag sowie zwischen der Verkehrsart.
| Antrag      | Linienverkehr | Gelegenheitsverkehr                                |
| ----------- | --- | -------------------------------------------------- |
| Erstantrag  | - IHK - Innung - Berufsgenossenschaft - Gewerbeamt - Aufgabenträger - Verkehrsbehörden - Unternehmen - bei einem internationalen Antrag: Bundesamt für Güterverkehr | - IHK - Innung - Berufsgenossenschaft - Gewerbeamt |
| Folgeantrag | - Aufgabenträger - Verkehrsbehörden | - IHK - Innung - Berufsgenossenschaft - Gewerbeamt |

#### Weitere Stellen
Sofern Probleme aus den Unterlagen oder den eingegangenen Stellungnahmen ersichtlich werden, können weitere Stellen angehört oder Unterlagen abgefordert werden. Dies sind:
- im Fall der Arbeitslosigkeit: die Agentur für Arbeit
- im Fall der Insolvenz: der Insolvenzverwalter und das Europäische Insolvenzregister
- im Fall von Straftaten: die Staatsanwaltschaft oder das Gericht als Entscheidungsinstanz

##### Berlin
Für Berlin nimmt das Landesamt für Bürger- und Ordnungsangelegenheiten die Aufgaben nach dem PBefG wahr. Im Rahmen eines Antrags werden verschiedene Institutionen angehört:
| Antrag        | Linienverkehr | Gelegenheitsverkehr |
| ------------- | --- | --- |
| Erstantrag    | - IHK Berlin - Fuhrgewerbe-Innung - BG Verkehr - Gewerbeamt des Bezirks - ÖPNV-Aufgabenträger - Straßenverkehrsbehörde des Bezirks - Verkehrslenkung Berlin (VLB) - international: BAG | - IHK Berlin - Fuhrgewerbe-Innung - BG Verkehr - Landesamt für Arbeitsschutz, Gesundheitsschutz und technische Sicherheit Berlin - Gewerbeamt des Bezirks |
| Folgeantrag   | - ÖPNV-Aufgabenträger - Straßenverkehrsbehörde des Bezirks - Verkehrslenkung Berlin (VLB)                                                                                              | - IHK Berlin - Fuhrgewerbe-Innung - BG Verkehr - Landesamt für Arbeitsschutz, Gesundheitsschutz und technische Sicherheit - Gewerbeamt des Bezirks        |
| Zeitenanzeige | Verkehrsbehörden | Antragsart existiert im Gelegenheitsverkehr nicht |

#### Prüfung
Nach Abschluss des Anhörungsverfahrens erfolgt eine intensive Prüfung. Dafür müssen die Unterlagen vollständig und korrekt sein. Die Prüfung umfasst die Durchsicht der Unterlagen und eine Abfrage im Fahreignungsregister. Bezüglich des Verkehrsleiters wird die Einhaltung der Höchstzahl der Fahrzeuge überprüft. Um einen Überblick über das Unternehmen zu erhalten, kann die Behörde auf der Homepage und im Impressum recherchieren. Im Linienverkehr wird anhand des Fahrplans zusätzlich geprüft, ob die Vorschriften über die Lenk- und Ruhezeiten eingehalten werden und die maximale Höchstgeschwindigkeit auf Autobahnen überhaupt machbar ist. Anhand aller Informationen muss festgestellt werden, dass die finanzielle Leistungsfähigkeit, die persönliche Zuverlässigkeit und die fachliche Eignung gegeben sind.

#### Gebühr
Die Gebühr richtet sich nach der Kostenverordnung und dem Richtsatzkatalog.

#### Bekanntgabe
Die Bekanntgabe der Entscheidung erfolgt als Verwaltungsakt in Form eines Genehmigungsbescheids. Die Bestandteile unterscheiden sich nach der Verkehrsart:
| Verkehrsart                   | Bescheid | Anlage                                                                |
| ----------------------------- | --- | --------------------------------------------------------------------- |
| Linienverkehr D               | - Angaben zum Antrag - Haltestellen - Unterwegsbedienungsverbote - Nebenbestimmungen (Bedingungen und Auflagen inkl. Begründung der Maßnahmen) - Hinweise - Begründung der Entscheidung - Kostenentscheidung - Rechtsbehelfsbelehrung - Rechtsmittelverzicht | Fahrplan                                                              |
| Linienverkehr EU              | - Angaben zum Antrag - Festlegungen zum Betrieb einer Linie - Geltungsdauer - Linienführung und Haltestellen - Aussage zur innerstaatlichen Bedienung (Kabotage) - Bedienverbote - Nebenbestimmungen (Bedingungen und Auflagen inkl. Begründung der Maßnahmen) - Begründung der Genehmigung - Hinweise - Gebühren - Rechtsbehelfsbelehrung - Rechtsmittelverzicht | - genehmigter Fahrplan - Linienskizze                                 |
| Linienverkehr in Drittstaaten | - Angaben zum Antrag - Angaben zum Antragsteller - Angaben zum Partner - Angaben zur Linie - Linienführung und Halteorte inkl. der Grenzübergänge - Bedingungen und Auflagen - Haltestellenbestimmungen - Gebühren - Rechtsbehelfsbelehrung - Rechtsmittelverzicht                                                                                                | - genehmigter Fahrplan - Linienskizze - Hinweisblatt zur Umsatzsteuer |

Ergibt die Prüfung, dass die Durchführung nicht genehmigungsfähig ist, erfolgt eine Versagung. Dies ist zum Beispiel bei schweren Straftaten, einer Insolvenz des Geschäftsführers oder wiederholten Verstößen gegen das Personenbeförderungsgesetz möglich.

#### Urkunde
Sobald der Bescheid durch Unterschrift des Rechtsmittelverzichts oder Fristablauf rechtmäßig geworden ist, erfolgt die Aushändigung einer Urkunde. Die Bestandteile unterscheiden sich ebenfalls nach der Verkehrsart und geben den Inhalt des Bescheids wieder. Für den Linienverkehr in EU-Staaten erfolgt die Ausgabe der Urkunde als EU-Gemeinschaftslizenz. Dies wird in der Verkehrsunternehmensdatei eingetragen.
Bei Verlust einer Urkunde wird dies in einer Kraftloserklärung im Amtsblatt veröffentlicht und kostenpflichtig ein Ersatz ausgestellt.

#### Versagung
Die Form einer Versagung ist durch § 15 PBefG geregelt. Sie muss schriftlich erfolgen. Eine Versagung kann erfolgen, wenn die Voraussetzungen nicht erfüllt sind, zum Beispiel wenn eine Insolvenz des Geschäftsführers vorliegt oder schwere Straftaten begangen wurden. Weitere Gründe ergeben sich aus Artikel 6 der Verordnung (EG) Nr. 1071/2009.

#### Änderungen des Fuhrparks
Für die Erweiterung des Fuhrparks im Gelegenheitsverkehr mit Personenkraftwagen müssen eine Fahrzeugliste, die Zulassungsbescheinigung, eine Eigenkapitalbescheinigung und eine aktuelle Bescheinigung in Steuersachen bei der Verkehrsbehörde eingereicht werden. Danach findet eine Anhörung wie im Genehmigungsverfahren statt. Die Mitteilung des Ausgangs des Verfahrens und der Gebühr erfolgt per Bescheid. Nach Abgabe des Rechtsmittelverzichts erfolgt die Ausgabe der Urkunden. Der Austausch eines Fahrzeugs muss gemäß § 54 Abs. 2 PBefG mitgeteilt werden. Die Aus- und Eintragung in der Datenbank erfolgt gebührenfrei.

### Genehmigung für einen Straßenbahn- oder Obusverkehr
Voraussetzung für eine Genehmigung gemäß § 9 PBefG bei diesen Verkehrsarten ist die zuvor erfolgte Planfeststellung gemäß § 28 PBefG (für Obusse i. V. m. § 41 PBefG). Für die Liniengenehmigung gelten im Übrigen grundsätzlich für alle Linienverkehre vergleichbare Voraussetzungen.

## Kritik
Das Personenbeförderungsgesetz ist insbesondere im Zuge der Diskussion um den Markteintritt von Ridesharing- und Rideselling-Anbietern wie Uber oder MyTaxi in die Kritik geraten. Vor allem seine Regelungen zu Taxi- und Mietwagenverkehren werden von diesen neuen Anbietern als antiquiert und unflexibel betrachtet, ähnlich äußerten sich die Monopolkommission und der im Bereich Car-Sharing und der Verkehrswende forschende Soziologe Andreas Knie. Das Taxigewerbe betont dagegen den mit den Regelungen des PBefG verbundenen Schutz von Unternehmen und Kunden vor Dumping und unlauterem Wettbewerb.